# David de Gea
David de Gea Quintana (født 7. november 1990) er en spansk professionel fodboldspiller, som spiller for Serie A-klubben Fiorentina.

## Klubkarriere

### Atlético Madrid
De Gea begyndte sin karriere hos Atlético Madrid, hvor han i marts 2008 skrev sin første professionelle kontrakt. Han fik sin førsteholdsdebut den 30. september 2009, da han blev skiftet ind i en UEFA Champions League-kamp imod Porto efter at Roberto havde udgået med en skade. Tre dage senere fik han sin La Liga-debut i en kamp imod Real Zaragoza. Fra dette tidspunkt etablerede De Gea sig som førstemålmand, og blev af mange set som Iker Casillas' efterfølger som Spaniens næste store målmand.

### Manchester United

#### Transfer og første sæsoner
De Gea skiftede i juni 2011 til Manchester United i en aftale som gjorde ham til den dyreste målmand i engelsk fodbold på tidspunktet. Han ankom som erstatning for Edwin van der Sar, som havde stoppet spillerkarrieren ved udgangen af den forrige sæson. Han fik sin debut for klubben den 7. august i Community Shield-finalen imod lokalrivalerne Manchester City. Hans debutsæson var dog ikke en succes, og efter en række fejl, så blev han ved årsskiftet sat på bænken til fordel for reservemålmand Anders Lindegaard. Han fik dog pladsen tilbage efter Lindegaard blev skadet i februar, og holdte rollen resten af sæsonen.
De Geas andet år i Manchester var bedre, og han etablerede sig som det klare førstevalg i klubben, især efter en fantastisk optræden i hans hjemby imod Real Madrid den 13. februar 2013. Han var i sæsonen med til at vinde Premier League, og han blev inkluderet på årets hold i ligaen ved sæsonens udgang.

#### Topniveau
De Gea spillede den 1. december 2013 sin kamp nummer 100 for United. Han fortsatte i 2013-14 sæsonen sit gode spil, og blev ved sæsonens udgang kåret som årets spiller i klubben.
Han fortsatte sin stærke form ind i 2014-15 sæsonen. I en kamp den 14. december 2014 imod rivaler Liverpool lavede De Gea otte redninger og blev kåret som kampens spiller da United vandt 3-0. Hans spil i sæsonen fik træner Louis van Gaal til hylde ham som at være en 'utrolig målmand'. De Gea blev i sæsonen nomineret til PFA Player of the Year, som dog endte med at gå til Eden Hazard. Han blev for anden sæson i streg kåret som årets spiller i klubben.
De Gea var forud for 2015-16 sæsonen involveret i store transferspekulationer om et skifte til Real Madrid. United og Real var på transfervinduets sidste dag blevet enige om en aftale, som ville sende et pengebeløb og Keylor Navas til Manchester i bytte for De Gea, men aftalen gik ikke igennem, da aftalen først blev færdiggjort to minutter efter deadlinen for transfers i Spanien. Dette ledte Real Madrid til at beskylde United for at med vilje forsinke aftalen, så den ikke ville gå igennem, hvilke United afviste. På trods af det koksede skifte, så skrev De Gea i september af samme år en ny kontrakt med klubben. Han blev i sæsonen den første spiller i klubbens historie til at vinde årets spiller prisen tre år i streg.
Han fortsatte sit gode spil under nye træner José Mourinho i 2016-17 sæsonen, og blev inkluderet på årets hold i Premier League for fjerde gang i sin karriere, da han var den eneste United spiller som blev inkluderet på holdet i sæsonen.
Den 2. december 2017 i en kamp imod Arsenal lavede De Gea 14 redninger, hvilke tangerede rekorden sat af Tim Krul og Vito Mannone for flest redninger i en Premier League kamp nogensinde. Han holdte i 2017-18 sæsonen rent bur 18 gange, og vandt som resultat for første gang Golden Glove-prisen.

#### Nedgang og sidste sæsoner
Efter en årrække hvor De Gea havde været blandt verdens bedste målmænd, så havde han en skuffende 2018-19 sæson. Især i den anden halvdel af sæsonen lavede han en række fejl, som ledte til at han kun holdte rent bur i syv kampe i ligaen, hans laveste antal i sin tid hos United.
På trods af den skuffende forrige sæson, så skrev De Gea i september 2019 under på en kontraktforlængelse med klubben. Han spillede i sæsonen sin kamp nummer 400 for klubben, og overtog som resultat rekorden som den ikke-britiske eller irske med flest kampe for klubben nogensinde.
De Gea havde for første gang i mange år konkurrence om rollen som førstevalgsmålmand i 2020-21 sæsonen, efter at Dean Henderson havde vendt tilbage til klubben fra leje. Især efter De Gea havde en skadesperiode fra december 2020 af, som gav Henderson en chance på mål. I løbet af den anden halvdel af sæsonen blev det roteret mellem de to målmænd, selvom De Gea stadig spillede klart flest kampe. Denne konkurrence endte dog med at gå De Geas vej i 2021-22 sæsonen, hvor han blev klart etableret som førstevalget igen.
De Gea spillede den 16. oktober 2022 sin kamp nummer 500 for klubben. Den 28. februar 2023 holdte han rent bur for 181. gang, og slog hermed Peter Schmeichels rekord for flest gange rent bur i klubbens historie. Han endte i 2022-23 sæsonen med at vinde Golden Glove-prisen for anden gang i sin karriere, da han holdte rent bur i 18 kampe. På trods af dette, så blev det annonceret, at De Gea ville forlade klubben ved kontraktudløb efter 12 år med klubben. Han opnåede at spille 545 kampe for klubben, syvende flest nogensinde.

### Fiorentina
Efter at have forladt United, så gik De Gea hele 2023-24 sæsonen uden en klub. Han vendte tilbage til klubfodbold i august 2024, da han skiftede til italienske Fiorentina.

## Landsholdskarriere

### Ungdomslandshold
De Gea har repræsenteret Spanien på flere ungdomsniveauer. Han var del af Spaniens U/17-trup som vandt U/17 EM i 2007 og deres U/21-trup som vandt U/21 EM i 2011 og 2013.

### Seniorlandshold
De Gea debuterede for Spaniens landshold den 7. juni 2014. Han blev etableret som førstevalgsmålmand ved EM i 2016, hvor han erstattede Iker Casillas. De Gea var fortsat førstemålmand ved VM i 2018, men havde her en meget ringe turnering, da det kun lykkedes ham at lave en enkelt redning i løbet af hele turneringen da Spanien tabte til Rusland i ottendedelsfinalen.
De Gea var fortsat del af Spaniens trup til EM 2020, men var her reduceret til andetvalg bag Unai Simón. Han blev herefter helt udelukket af landsholdstruppen, da han ikke blev udtaget til VM 2022.

## Privat
De Gea er gift med popsangeren Edurne som han har en datter med.

## Titler
Atlético Madrid
- UEFA Europa League: 1 (2009-10)
- UEFA Super Cup: 1 (2010)

Manchester United
- Premier League: 1 (2012-13)
- FA Cup: 1 (2015-16)
- EFL Cup: 2 (2016-17, 2022-23)
- FA Community Shield: 3 (2011, 2013, 2016)
- UEFA Europa League: 1 (2016-17)

Spanien U/17
- U/17 Europamesterskabet: 1 (2007)

Spanien U/21
- U/21 Europamesterskabet: 2 (2011, 2013)

Individuelle
- Premier League Golden Glove: 2 (2017-18, 2022-23)
- Premier League Player of the Month: 1 (Januar 2022)
- PFA Premier League Årets hold: 5 (2012-13, 2014-15, 2015-16, 2016-17, 2017-18)
- UEFA Europa League Sæsonens hold: 1 (2015-16)
- U/21 Europamesterskabet Turneringens hold: 2 (2011, 2013)
- Sir Matt Busby Player of the Year: 4 (2013-14, 2014-15, 2015-16, 2017-18)